# فهرست بازیگران نامزد جایزه اسکار برای نقش‌های خارجی‌زبان

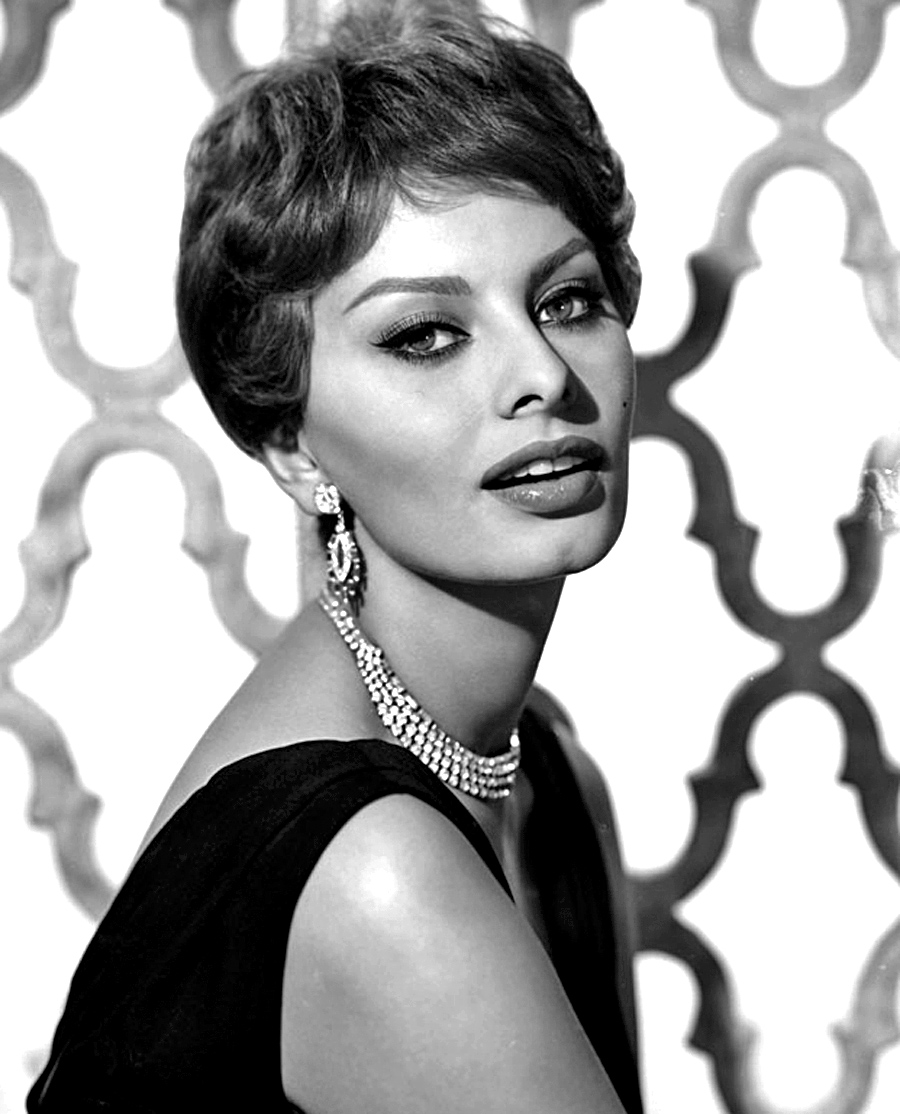
سوفیا لورن دو بار در رشته جایزه اسکار بهترین بازیگر نقش اول زن، یک بار به خاطر دو زن برنده اسکار شده و بار دیگر به خاطر ازدواج به سبک ایتالیایی نامزد این جایزه شده‌است. هر دوی نقش ها به زبان ایتالیایی هستند.

در تاریخ جوایز اسکار، که هرساله توسط آکادمی علوم و هنرهای سینما برگزار می‌شود، بازیگرانی بوده‌اند که به خاطر بازی در نقش‌های خارجی‌زبان (غیر انگلیسی‌زبان) موفق به کسب نامزدی و حتی دریافت جایزه شده‌اند. منظور از نقش خارجی‌زبان نقشی است که زبان اصلی و گفتار بازیگر مورد نظر در فیلم، انگلیسی نیست هرچند ممکن است زبان انگلیسی نیز مورد استفاده او قرار بگیرد. در ادامه این فهرست، توضیحات بیشتری در این رابطه آمده‌است. اولین بار این اتفاق در سال ۱۹۶۱ با نامزد شدن ملینا مرکوری در رشته بهترین بازیگر نقش اول زن رخ داد. هیچ محدودیتی برای نامزدی یک بازیگر زن یا مرد برای دریافت این جایزه در هریک از رشته‌های بازیگری آکادمی از قبیل بهترین بازیگر نقش اول مرد، بهترین بازیگر نقش اول زن، بهترین بازیگر نقش مکمل مرد و بهترین بازیگر نقش مکمل زن وجود ندارد؛ البته فیلم مورد نظر باید به همراه زیرنویس انگلیسی در لس‌آنجلس اکران شده باشد.
در سال ۱۹۶۲، سوفیا لورن با دریافت جایزه اسکار به اولین بازیگری تبدیل شد که توانسته به خاطر ایفای نقشی خارجی‌زبان اسکار را ببرد.

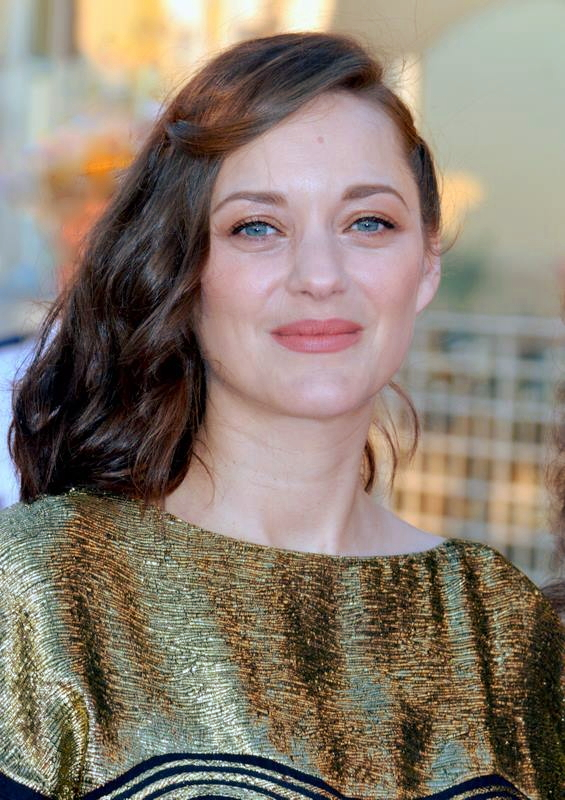
ماریون کوتیار دو بار در رشته بهترین بازیگر زن، یک بار به خاطر زندگی گلگون برنده اسکار شده و بار دیگر به خاطر دو روز، یک شب نامزد این جایزه شده‌است. هر دوی نقش ها به زبان فرانسوی هستند.

تا مراسم سال ۲۰۲۳، ۵۲ بازیگر بوده‌اند که به خاطر نقش‌های خارجی‌زبانشان نامزد دریافت جایزه اسکار شده‌اند. هفت تا از این بازیگران موفق به دریافت مجسمه طلایی اسکار شدند. مسئله زبان خارجی بازیگر برنده دو حالت به وجود می‌آورد؛ حالت اول زمانی است که بازیگر بیشتر یا منحصراً به زبانی غیر از انگلیسی صحبت می‌کند که پنج بازیگر در این حالت جایزه را برده‌اند: سوفیا لورن برای دو زن (ایتالیایی)، رابرت دنیرو برای پدرخوانده: قسمت دوم (ایتالیایی)، روبرتو بنینی برای زندگی زیباست (ایتالیایی)، بنیسیو دل تورو برای قاچاق (اسپانیایی) و ماریون کوتیار برای زندگی گلگون (فرانسوی). حالت دوم زمانی است که بازیگر بیشتر انگلیسی حرف می‌زند و در کنار آن به زبان‌های دیگری نیز صحبت می‌کند. دو بازیگر در این حالت جایزه را برده‌اند: پنه‌لوپه کروز برای ویکی کریستینا بارسلونا (انگلیسی، اسپانیایی) و کریستف والتس برای حرامزاده‌های لعنتی (انگلیسی، آلمانی، فرانسوی و کمی ایتالیایی). 
شش بازیگر بوده‌اند که چند بار به خاطر ایفای نقشی خارجی‌زبان نامزد دریافت جایزه اسکار شده‌اند: مارچلو ماسترویانی (سه بار نامزد دریافت جایزه اسکار بهترین بازیگر نقش اول مرد برای نقش‌هایی به زبان ایتالیایی شده‌است)، سوفیا لورن (دو بار در رشته بهترین بازیگر زن، یک بار به خاطر دو زن برنده اسکار شده و بار دیگر به خاطر ازدواج به سبک ایتالیایی نامزد شده‌است. هر دوی نقش ها به زبان ایتالیا بوده‌اند)، لیو اولمان (دو بار نامزد دریافت جایزه بهترین بازیگر زن شده و هردوی آنها به خاطر بازی در نقشی به زبان سوئدی بوده است)، ایزابل آجانی (دو بار نامزد دریافت جایزه بهترین بازیگر زن شده و هردوی آنها به خاطر بازی در نقشی به زبان فرانسوی بوده‌است)، خاویر باردم (دو بار نامزد دریافت جایزه بهترین بازیگر مرد برای نقش‌هایی به زبان اسپانیایی شده‌است) و ماریون کوتیار (دو بار در رشته بهترین بازیگر زن، یک بار به خاطر زندگی گلگون برنده اسکار شده و بار دیگر به خاطر دو روز، یک شب نامزد این جایزه شده‌است. هر دوی نقش‌ها به زبان فرانسوی بوده‌اند).
سوفیا لورن و ماریون کوتیار تنها زنانی هستند که موفق شدند جایزه اسکار بهترین بازیگر نقش اول زن را به خاطر نقش‌های خارجی‌زبانشان دریافت کنند. زبان گفتار این دو نفر در نقش‌هایشان به ترتیب ایتالیایی و فرانسوی بود. ماریون کوتیار تنها بازیگریست که فیلم‌هایی که برای آنها نامزد دریافت جایزه شده‌است، در رشته بهترین فیلم خارجی‌زبان نامزد نشده‌اند. او همچنین تنها بازیگریست که به خاطر فیلمی با زبان بلژیکی نامزد دریافت جایزه اسکار شده‌است. (برای فیلم دو روز، یک شب)
روبرتو بنینی تنها مردیست که موفق شده برای ایفای نقشی خارجی‌زبان جایزه اسکار بهترین بازیگر نقش اول مرد را دریافت کند.

## نامزدها
| سال (مراسم) | بازیگر                 | رشته                       | عنوان فیلم                  | عنوان اصلی فیلم                   | زبان                            | نتیجه    |
| ----------- | ---------------------- | -------------------------- | --------------------------- | --------------------------------- | ------------------------------- | -------- |
| ۱۹۶۰ (۳۳ام) | ملینا مرکوری           | بهترین بازیگر نقش اول زن   | یکشنبه‌ها هرگز[الف]          | Pote tin Kyriaki                  | یونانی                          | نامزد شد |
| ۱۹۶۱ (۳۴ام) | سوفیا لورن             | بهترین بازیگر نقش اول زن   | دو زن                       | La ciociara                       | ایتالیایی                       | برنده شد |
| ۱۹۶۲ (۳۵ام) | مارچلو ماسترویانی      | بهترین بازیگر نقش اول مرد  | طلاق به سبک ایتالیایی       | Divorzio all'italiana             | ایتالیایی                       | نامزد شد |
| ۱۹۶۴ (۳۷ام) | سوفیا لورن             | بهترین بازیگر نقش اول زن   | ازدواج به سبک ایتالیایی     | Matrimonio all'Italiana           | ایتالیایی                       | نامزد شد |
| ۱۹۶۶ (۳۹ام) | آنوک امه               | بهترین بازیگر نقش اول زن   | یک مرد و یک زن              | Un homme et une femme             | فرانسوی                         | نامزد شد |
| ۱۹۶۶ (۳۹ام) | آیدا کامینسکا          | بهترین بازیگر نقش اول زن   | فروشگاه در خیابان اصلی      | Obchod na korze                   | اسلواکی                         | نامزد شد |
| ۱۹۷۲ (۴۵ام) | لیو اولمان             | بهترین بازیگر نقش اول زن   | مهاجران                     | Utvandrarna                       | سوئدی                           | نامزد شد |
| ۱۹۷۴ (۴۷ام) | والنتینا کورتس         | بهترین بازیگر نقش مکمل زن  | روز به جای شب               | La Nuit américaine                | فرانسوی                         | نامزد شد |
| ۱۹۷۴ (۴۷ام) | رابرت دنیرو            | بهترین بازیگر نقش مکمل مرد | پدرخوانده: قسمت دوم[الف]    | The Godfather Part II             | ایتالیایی                       | برنده شد |
| ۱۹۷۵ (۴۸ام) | کارول کین              | بهترین بازیگر نقش اول زن   | خیابان هستر[الف]            | Hester Street                     | ییدیش                           | نامزد شد |
| ۱۹۷۵ (۴۸ام) | ایزابل آجانی           | بهترین بازیگر نقش اول زن   | سرگذشت آدل ه.               | L'Histoire d'Adèle H.             | فرانسوی                         | نامزد شد |
| ۱۹۷۶ (۴۹ام) | ماری-کریستین بارو      | بهترین بازیگر نقش اول زن   | پسرخاله غذا                 | Cousin, cousine                   | فرانسوی                         | نامزد شد |
| ۱۹۷۶ (۴۹ام) | جانکارلو جانینی        | بهترین بازیگر نقش اول مرد  | هفت زیبایی                  | Pasqualino Settebellezze          | ایتالیایی                       | نامزد شد |
| ۱۹۷۶ (۴۹ام) | لیو اولمان             | بهترین بازیگر نقش اول زن   | چهره به چهره                | Ansikte mot ansikte               | سوئدی                           | نامزد شد |
| ۱۹۷۷ (۵۰ام) | مارچلو ماسترویانی      | بهترین بازیگر نقش اول مرد  | یک روز بخصوص                | Una giornata particolare          | ایتالیایی                       | نامزد شد |
| ۱۹۷۸ (۵۱ام) | اینگرید برگمان         | بهترین بازیگر نقش اول زن   | سونات پاییزی                | Höstsonaten                       | سوئدی                           | نامزد شد |
| ۱۹۸۷ (۶۰ام) | مارچلو ماسترویانی      | بهترین بازیگر نقش اول مرد  | چشمان سیاه                  | Oci ciornie                       | ایتالیایی                       | نامزد شد |
| ۱۹۸۸ (۶۱ام) | ماکس فون سیدو          | بهترین بازیگر نقش اول مرد  | پله فاتح                    | Pelle Erobreren                   | سوئدی                           | نامزد شد |
| ۱۹۸۹ (۶۲ام) | ایزابل آجانی           | بهترین بازیگر نقش اول زن   | کامیل کلودل                 | Camille Claudel                   | فرانسوی                         | نامزد شد |
| ۱۹۹۰ (۶۳ام) | ژرار دوپاردیو          | بهترین بازیگر نقش اول مرد  | سیرانو دو برژراک            | Cyrano de Bergerac                | فرانسوی                         | نامزد شد |
| ۱۹۹۰ (۶۳ام) | گراهام گرین            | بهترین بازیگر نقش مکمل مرد | رقصنده با گرگ‌ها[الف]        | Dances with Wolves                | لاکوتایی                        | نامزد شد |
| ۱۹۹۲ (۶۵ام) | کاترین دنو             | بهترین بازیگر نقش اول زن   | هند و چین                   | Indochine                         | فرانسوی                         | نامزد شد |
| ۱۹۹۵ (۶۸ام) | ماسیمو ترویسی          | بهترین بازیگر نقش اول مرد  | ایل پوستینو: پستچی          | Il Postino                        | ایتالیایی                       | نامزد شد |
| ۱۹۹۸ (۷۱ام) | روبرتو بنینی           | بهترین بازیگر نقش اول مرد  | زندگی زیباست                | La vita è bella                   | ایتالیایی                       | برنده شد |
| ۱۹۹۸ (۷۱ام) | فرناندا مونته‌نگرو      | بهترین بازیگر نقش اول زن   | ایستگاه مرکزی               | Central do Brasil                 | پرتغالی برزیلی                  | نامزد شد |
| ۲۰۰۰ (۷۳ام) | خاویر باردم            | بهترین بازیگر نقش اول مرد  | پیش از آغاز شب              | Before Night Falls                | اسپانیایی                       | نامزد شد |
| ۲۰۰۰ (۷۳ام) | بنیسیو دل تورو         | بهترین بازیگر نقش مکمل مرد | قاچاق[الف]                  | Traffic                           | اسپانیایی                       | برنده شد |
| ۲۰۰۴ (۷۷ام) | کاتالینا ساندینو مورنو | بهترین بازیگر نقش اول زن   | ماریا سرشار از برکت         | María llena eres de gracia        | اسپانیایی                       | نامزد شد |
| ۲۰۰۶ (۷۹ام) | پنه‌لوپه کروز           | بهترین بازیگر نقش اول زن   | بازگشت                      | Volver                            | اسپانیایی                       | نامزد شد |
| ۲۰۰۶ (۷۹ام) | آدریانا بارازا         | بهترین بازیگر نقش مکمل زن  | بابل[الف]                   | Babel                             | انگلیسی، اسپانیایی              | نامزد شد |
| ۲۰۰۶ (۷۹ام) | ‌رینکو کیکوچی           | بهترین بازیگر نقش مکمل زن  | بابل[الف]                   | Babel                             | زبان اشاره ژاپنی                | نامزد شد |
| ۲۰۰۷ (۸۰ام) | ماریون کوتیار          | بهترین بازیگر نقش اول زن   | زندگی گلگون                 | La Môme                           | فرانسوی                         | برنده شد |
| ۲۰۰۸ (۸۱ام) | پنه‌لوپه کروز           | بهترین بازیگر نقش مکمل زن  | ویکی کریستینا بارسلونا[الف] | Vicky Cristina Barcelona          | انگلیسی، اسپانیایی              | برنده شد |
| ۲۰۰۹ (۸۲ام) | کریستف والتس           | بهترین بازیگر نقش مکمل مرد | حرامزاده‌های لعنتی[الف]      | Inglourious Basterds              | انگلیسی، آلمانی، فرانسوی        | برنده شد |
| ۲۰۱۰ (۸۳ام) | خاویر باردم            | بهترین بازیگر نقش اول مرد  | بیوتیفول                    | Biutiful                          | اسپانیایی                       | نامزد شد |
| ۲۰۱۱ (۸۴ام) | دمیان بیچیر            | بهترین بازیگر نقش اول مرد  | یک زندگی بهتر[الف]          | A Better Life                     | انگلیسی، اسپانیایی              | نامزد شد |
| ۲۰۱۲ (۸۵ام) | امانوئل ریوا           | بهترین بازیگر نقش اول زن   | عشق                         | Amour                             | فرانسوی                         | نامزد شد |
| ۲۰۱۳ (۸۶ام) | برخد عبدی              | بهترین بازیگر نقش مکمل مرد | کاپیتان فیلیپس[الف]         | Captain Phillips                  | انگلیسی، سومالیایی              | نامزد شد |
| ۲۰۱۴ (۸۷ام) | ماریون کوتیار          | بهترین بازیگر نقش اول زن   | دو روز، یک شب               | Deux jours, une nuit              | فرانسوی                         | نامزد شد |
| ۲۰۱۶ (۸۹ام) | ایزابل هوپر            | بهترین بازیگر نقش اول زن   | او                          | Elle                              | فرانسوی                         | نامزد شد |
| ۲۰۱۷ (۹۰ام) | تیموتی شالامی          | بهترین بازیگر نقش اول مرد  | مرا با نامت صدا کن[الف]     | Call Me by Your Name              | انگلیسی، فرانسوی، ایتالیایی     | نامزد شد |
| ۲۰۱۸ (۹۱ام) | یالیتزا آپاریچیو       | بهترین بازیگر نقش اول زن   | رما                         | Roma                              | اسپانیایی، مکزیکی               | نامزد شد |
| ۲۰۱۸ (۹۱ام) | مارینا د تاویرا        | بهترین بازیگر نقش مکمل زن  | رما                         | Roma                              | اسپانیایی                       | نامزد شد |
| ۲۰۱۹ (۹۲ام) | آنتونیو باندراس        | بهترین بازیگر نقش اول مرد  | درد و شکوه                  | Dolor y Gloria                    | اسپانیایی                       | نامزد شد |
| ۲۰۲۰ (۹۳ام) | استیون ین              | بهترین بازیگر نقش اول مرد  | میناری[الف]                 | 미나리                            | کره‌ای، انگلیسی                  | نامزد شد |
| ۲۰۲۰ (۹۳ام) | یون یو-جانگ            | بهترین بازیگر نقش مکمل زن  | میناری[الف]                 | 미나리                            | کره‌ای                           | برنده شد |
| ۲۰۲۰ (۹۳ام) | ریز احمد               | بهترین بازیگر نقش اول مرد  | صدای متال[الف]              | Sound of Metal                    | انگلیسی، زبان اشاره آمریکایی    | نامزد شد |
| ۲۰۲۰ (۹۳ام) | پال ریسی               | بهترین بازیگر نقش مکمل مرد | صدای متال[الف]              | Sound of Metal                    | انگلیسی، زبان اشاره آمریکایی    | نامزد شد |
| ۲۰۲۱ (۹۴ام) | پنه‌لوپه کروز           | بهترین بازیگر نقش اول زن   | مادران موازی                | Madres paralelas                  | اسپانیایی                       | نامزد شد |
| ۲۰۲۱ (۹۴ام) | تروی کاتسر             | بهترین بازیگر نقش مکمل مرد | کودا[الف]                   | CODA                              | زبان اشاره آمریکایی             | برنده شد |
| ۲۰۲۲ (۹۵ام) | میشل یئو               | بهترین بازیگر نقش اول زن   | همه‌چیز همه‌جا به یکباره[الف] | Everything Everywhere All at Once | انگلیسی، چینی ماندارین، کانتونی | نامزد شد |
| ۲۰۲۲ (۹۵ام) | جاناتان کی کوان        | بهترین بازیگر نقش مکمل مرد | همه‌چیز همه‌جا به یکباره[الف] | Everything Everywhere All at Once | انگلیسی، چینی ماندارین، کانتونی | نامزد شد |
| ۲۰۲۳ (۹۶ام) | لیلی گلادستون          | بهترین بازیگر نقش اول زن   | قاتلان ماه گل[الف]          | Killers of the Flower Moon        | انگلیسی، اوسیج                  | نامزد شد |
| ۲۰۲۳ (۹۶ام) | زاندرا هوله            | بهترین بازیگر نقش اول زن   | آناتومی یک سقوط             | Anatomie d'une chute              | انگلیسی، فرانسوی                | نامزد شد |

## بیشترین زبان‌های نامزد شده
- ب‌ا = نامزد‌های بهترین بازیگر نقش اول مرد/زن.
- ب‌م = نامزدهای بهترین بازیگر نقش مکمل مرد/زن.

| رتبه | زبان                | ب‌ا | ب‌م | مجموع | برده‌ها | بازیگر(ان) برنده                                                                                    |
| ---- | ------------------- | -- | -- | ----- | ------ | --------------------------------------------------------------------------------------------------- |
| ۱    | فرانسوی             | ۱۱ | ۳  | ۱۴    | ۲      | ماریون کوتیار (۲۰۰۷)، کریستف والتس (۲۰۰۹)                                                           |
| ۲    | ایتالیایی           | ۱۰ | ۱  | ۱۱    | ۴      | آنا مانیانی (۱۹۵۶)، سوفیا لورن (۱۹۶۱)، رابرت دنیرو (۱۹۷۴)، روبرتو بنینی (۱۹۹۸)، کریستف والتس (۲۰۰۹) |
| ۳    | اسپانیایی           | ۵  | ۵  | ۱۰    | ۲      | بنیسیو دل تورو (۲۰۰۰)، پنه‌لوپه کروز (۲۰۰۸)                                                          |
| ۴    | زبان اشاره آمریکایی | ۴  | ۴  | ۸     | ۴      | جین وایمن (۱۹۴۸)، پتی دوک (۱۹۶۲)، مارلی متلین (۱۹۸۶)                                                |
| ۵    | سوئدی               | ۴  | ۰  | ۴     | ۰      | م/ن                                                                                                 |
| ۶    | زبان اشاره انگلیسی  | ۱  | ۱  | ۲     | ۲      | جان میلز (۱۹۷۰)، هالی هانتر (۱۹۹۳)                                                                  |
| ۶    | کره‌ای               | ۱  | ۱  | ۲     | ۱      | یون یو-جانگ (۲۰۲۰)                                                                                  |
| ۶    | ییدیش               | ۲  | ۰  | ۲     | ۰      | م/ن                                                                                                 |

### عمومی
- "Acting Foreign Language". آکادمی علوم و هنرهای سینما. 2008-03-08. Archived from the original on 2008-06-22. Retrieved 2008-07-24.

### اختصاصی
1. ↑  "Special Rules for the Best Foreign Language Film Award". آکادمی علوم و هنرهای سینما. Archived from the original on 2008-03-14. Retrieved 2008-07-25.
2. ↑  "The 34th Academy Awards (1962) Nominees and Winners". oscars.org. Archived from the original on February 15, 2015. Retrieved February 19, 2015.
3. ↑  "Acting Oscar Nominations for Foreign-Language Performances". scottfeinberg.com. 21 January 2015. Retrieved 30 May 2015.
4. ↑  "Marcello Mastroianni - Awards". Moviefone. Retrieved 2008-07-25.
5. ↑  "Sophia Loren - Awards". Moviefone. Retrieved 2008-07-25.
6. ↑  "Liv Ullmann - Awards". The New York Times. Archived from the original on 16 اكتبر 2007. Retrieved 2008-07-25. {{cite web}}: Check date values in: |archive-date= (help)
7. ↑  "Isabelle Adjani - Awards". Moviefone. Retrieved 2008-07-25.
8. ↑  "Javier Bardem - Awards". The New York Times. Archived from the original on 20 January 2015. Retrieved 2015-01-20.
9. 1 2 3  "Marion Cotillard - Awards". The New York Times. Archived from the original on 20 January 2015. Retrieved 2015-01-20.
10. ↑  O'Neil, Tom (September 22, 2010). "Quiz: Who won Oscars for foreign-lingo roles?". Los Angeles Times. Archived from the original on January 16, 2014. Retrieved January 13, 2014.
11. ↑  Welkos, Robert W. (March 19, 1999). "Benigni Rising Has Hollywood Gushing". Los Angeles Times. Archived from the original on January 8, 2014. Retrieved January 7, 2014.